# Europese Evangelische Zending
De Europese Evangelische Zending (EEZ) was een stichting die tot doel had om het werk van de European Evangelistic Crusade (EEC) te ondersteunen, met name in Zuid- en Oost-Europa. De stichting werd in 1953 opgericht door onder anderen evangelist Jan Kits sr. en zijn schoonzoon, de Canadese zendeling George Brucks, die voor de EEC naar Europa was uitgezonden. De stichting bestond tot 1993 en fuseerde toen met de European Christian Mission.

## Ontstaan
George Brucks had de taak om in Europa steuncomités op te richten voor nationale predikanten en evangelisten in Zuid- en Oost Europa die men ondersteunde in moeilijke situaties, zoals minderheidssituaties, beperkte of geen godsdienstvrijheid en gebrek aan middelen voor het evangelisatiewerk en gemeentewerk. Brucks richtte steuncomités op in Engeland, Zwitserland en Nederland die, toen de Canadese organisatie uiteen viel, zichzelf moesten organiseren. De drie steuncomités gingen daarbij elk hun eigen weg. In Engeland werd de European Missionary Fellowship (EMF) gesticht, in Zwitserland de Europäische Evangelische Mission (EEM) en in Nederland de Europese Evangelische Zending.

## Op eigen benen
De EEC oriënteerde zich vooral op een meer calvinistische achterban en steunde in Europa vooral gelijkgezinde evangelisten en predikanten. De EEM zou haar steun vooral vinden in de Freie Evangelische Gemeinden in Zwitserland en steunde met name predikanten en evangelisten uit die denominatie. In Nederland vond de EEZ niet alleen steun in Vrije Evangelische Gemeenten, kringen van de Vergadering van Gelovigen en Baptistengemeenten, maar ook in gereformeerde en hervormde kring. De drie organisaties ontwikkelden zich zelfstandig en vervreemdden van elkaar. Het lukte later niet meer de drie organisaties bij elkaar te krijgen. Daartoe werd in de periode 1988 - 1989 een poging ondernomen.